# Bundesautobahn 80

Zeichen 453: Autobahn-Entfernungstafel; diese Tafel aus der Zeit vor der Neugestaltung dieser Zeichen im Jahr 1974 hing noch 2005 an einer Schilderbrücke über der geplanten Bundesautobahn 80.

Bundesautobahn 80 (Abkürzung: BAB 80) – Kurzform: Autobahn 80 (Abkürzung: A 80) – war der Projektname einer geplanten Autobahn von Germersheim über Bruchsal, Maulbronn, Stuttgart, Göppingen und Ulm nach Senden. Es wurden Teilstücke der Strecke als autobahnähnliche Bundesstraßen wie die B 35 von Lingenfeld/Germersheim über die Rheinbrücke nach Rheinsheim, die B 10 von Stuttgart nach Eislingen, sowie die B 28 von Ulm nach Senden fertiggestellt.

## Planungsgeschichte
In der Weimarer Republik war im Plan zum sogenannten „Spitzennetz“ die Linie Stuttgart – Ulm in der 2. Ausbaustufe vorgesehen, allerdings nicht als Ergänzungsstrecke, sondern einzige Verbindung der beiden Städte. Der Abschnitt Germersheim – Bruchsal – Stuttgart fehlte gänzlich. Die Netzpläne der Nationalsozialisten enthielten eine Verbindung zwischen Germersheim, Bruchsal, Stuttgart, Esslingen, Göppingen, Geislingen und Ulm nicht. Die Strecke Stuttgart – Ulm wurde nicht unmittelbar parallel zur damaligen Reichsstraße 10, sondern südlich versetzt angelegt.
Der Ausbauplan für die Bundesfernstraßen des Gesetzes vom 27. Juli 1957 sah zwischen Germersheim, Bruchsal, Stuttgart und Ulm noch keinen Neubau einer Bundesautobahn vor. Allerdings war bereits der Streckenzug der Bundesstraßen 35 und 10 Bruchsal (Anschlussstelle der A 5) – Stuttgart – Ulm in das so genannte Blaue Netz der Bundesstraßen aufgenommen, der ausgebaut werden sollte. Das Blaue Netz umfasste auch die Bundesstraße 19 Ulm – Memmingen.
Im Bedarfsplan des Gesetzes über den Ausbau der Bundesfernstraßen in den Jahren 1971 bis 1985 vom 30. Juni 1971 war ebenfalls keine Bundesautobahnverbindung für diesen Streckenzug vorgesehen. Doch enthielt der Bedarfsplan bereits den vierspurigen Aus- und Neubau der Bundesstraßen 35, 10 und 19. Im Einzelnen wurden folgende Projekte aufgenommen:
- B 35: Dreieck mit der linksrheinischen Autobahn (Krefeld – Koblenz – Ludwigshafen am Rhein – Karlsruhe, intern als „Autobahn 14“ bezeichnet, später als A 61 und A 69 benannt) – Germersheim (B 9) (vierstreifig, 1. Fahrbahn in Dringlichkeitsstufe I, 2. Fahrbahn in Dringlichkeitsstufe III)
- B 35: Ortsumgehung Germersheim (B 9 – Germersheim – Philippsburg-Rheinsheim) (vierstreifig, laufendes Vorhaben)
- B 35: Philippsburg-Rheinsheim – Graben-Neudorf (B 36) (vierstreifig, 1. Fahrbahn als laufendes Vorhaben, 2. Fahrbahn in Dringlichkeitsstufe II)
- B 35: Graben-Neudorf (B 36) – Kreuz Bruchsal (Autobahn Frankfurt (Main) – Basel, intern als „Autobahn 10“ bezeichnet, heute A 5)) (vierstreifig, 1. Fahrbahn in Dringlichkeitsstufe I, 2. Fahrbahn in Dringlichkeitsstufe II)
- B 35: Kreuz Bruchsal – Illingen (B 10) (vierstreifig, 1. Fahrbahn zwischen Gondelsheim und Illingen bereits fertiggestellt, im Übrigen in Dringlichkeitsstufe II)
- B 10: Illingen – Kreuz Stuttgart-Zuffenhausen (Autobahn Würzburg – Stuttgart, intern als „Autobahn 23“ bezeichnet, heute A 81) (vierstreifig, 1. Fahrbahn der Ortsumgehung Vaihingen an der Enz sowie 1. Fahrbahn des Abschnittes östlich Enzweihingen – AS Stuttgart-Zuffenhausen bereits fertiggestellt; im Übrigen in Dringlichkeitsstufe I)
- B 10: Kreuz Stuttgart-Zuffenhausen – Dreieck mit der B 27 bei Stuttgart-Zuffenhausen (vierstreifig, teilweise bereits fertiggestellt, im Übrigen laufendes Vorhaben)
- B 10: Dreieck mit der B 27 bei Stuttgart-Zuffenhausen – Stuttgart-Bad Cannstatt (vierstreifig, Status als Bundesstraße ungeklärt, Dringlichkeitsstufe II)
- B 10: Stuttgart-Bad Cannstatt – Stuttgart-Untertürkheim (vierstreifig, Status als Bundesstraße ungeklärt, Dringlichkeitsstufe I)
- B 10: Stuttgart-Untertürkheim – Esslingen – Plochingen (B 313) (vierstreifig fertiggestellt)
- B 10: Plochingen (B 313) – Ebersbach an der Fils – Uhingen (B 297) (vierstreifig, Dringlichkeitsstufe I)
- B 10: Uhingen (B 297) – Göppingen-Ost (vierstreifig, laufendes Vorhaben)
- B 10: Göppingen-Ost – Süßen – Gingen an der Fils (vierstreifig, Dringlichkeitsstufe I)
- B 10: Gingen an der Fils – Geislingen an der Steige – Kreuz Ulm-West (Autobahn Stuttgart – München, intern als „Autobahn 21“ bezeichnet, heute A 8) (vierstreifig, Dringlichkeitsstufe II)
- B 10: Kreuz Ulm-West – Ulm-Zentrum (vierstreifig, laufendes Vorhaben)
- B 19: Ulm-Zentrum – Dreieck Hittistetten (Autobahn Würzburg – Ulm – Memmingen, intern als „Autobahn 24“ bezeichnet, heute A 7) (vierstreifig, laufendes Vorhaben)[12][13][14]

Mit der Neustrukturierung des Netzes der Bundesautobahnen, die mit Wirkung ab 1. Januar 1975 eingeführt wurde, wurde der Streckenzug unter der einheitlichen Bezeichnung als „Bundesautobahn 80“ zusammengefasst.
In der Netzkarte der Bundesregierung vom 1. Januar 1976 war die A 80 unverändert enthalten.
Der Bedarfsplan des Gesetzes zur Änderung des Gesetzes über den Ausbau der Bundesfernstraßen in den Jahren 1971 bis 1985 vom 5. August 1976 enthielt zwar die A 80 weiterhin vollumfänglich. Doch wurde die Dringlichkeit der einzelnen Teilstrecken modifiziert:
- Dreieck mit der A 69 – Germersheim (B 9) (vierstreifig, 1. Fahrbahn in Dringlichkeitsstufe Ib, 2. Fahrbahn als möglicher weiterer Bedarf)
- Germersheim-Rheinsheim – Neudorf (B 36) (vierstreifig, 1. Fahrbahn fertiggestellt, 2. Fahrbahn als möglicher weiterer Bedarf)
- Neudorf (B 36) – Kreuz Bruchsal (A 5) – Bruchsal (B 3) (vierstreifig, 1. Fahrbahn zum Teil als laufendes Vorhaben, zum Teil in Dringlichkeitsstufe Ia, 2. Fahrbahn als möglicher weiterer Bedarf)
- Bruchsal (B 3) – Illingen (B 10) (vierstreifig, 1. Fahrbahn zwischen Gondelsheim und Illingen bereits fertiggestellt, im Übrigen als möglicher weiterer Bedarf)
- Illingen (B 10) – Kreuz Stuttgart-Zuffenhausen (A 81) (vierstreifig, 1. Fahrbahn der Ortsumgehung Vaihingen an der Enz sowie 1. Fahrbahn des Abschnittes östlich Enzweihingen – AS Stuttgart-Zuffenhausen bereits fertiggestellt; im Übrigen in Dringlichkeitsstufe Ib)
- Kreuz Stuttgart-Zuffenhausen – Dreieck mit der B 27 bei Stuttgart-Zuffenhausen (vierstreifig, teilweise bereits fertiggestellt, im Übrigen laufendes Vorhaben)
- Dreieck mit der B 27 bei Stuttgart-Zuffenhausen – Stuttgart-Bad Cannstatt (vierstreifig, Status als Bundesstraße ungeklärt, zum Teil laufendes Vorhaben, zum Teil in Dringlichkeitsstufe Ib)
- Plochingen (B 313) – Ebersbach – westlich Uhingen (vierstreifig, Dringlichkeitsstufe Ib)
- westlich Uhingen – Göppingen-West (vierstreifig, Dringlichkeitsstufe Ia)
- Göppingen-Ost – Kreuz Ulm-West (A 8) (vierstreifig, Dringlichkeitsstufe Ib)
- Kreuz Ulm-West (vierstreifig, laufendes Vorhaben)
- Senden – Dreieck Hittistetten (A 7) (vierstreifig, laufendes Vorhaben)

Mit dem Zweiten Gesetz zur Änderung des Gesetzes über den Ausbau der Bundesfernstraßen in den Jahren 1971 bis 1985 vom 25. August 1980 kam das Aus für die Bundesautobahn 80. Vorgenommen waren lediglich noch folgende Bundesstraßenaus- und -neubauprojekte:
- B 35: OU Bruchsal (zweistreifig, Dringlichkeitsstufe I)
- B 10: Illingen – AS Stuttgart-Zuffenhausen (A 81) (vierstreifig, Bau der 2. Fahrbahn in Dringlichkeitsstufe II)
- B 10: Dreieck mit der B 27 bei Stuttgart-Zuffenhausen – nördlich Stuttgart-Bad Cannstatt (vierstreifig, Dringlichkeitsstufe I)
- B 10: östlich Plochingen (B 10 alt) – Ebersbach – Göppingen-West (vierstreifig, Dringlichkeitsstufe I)
- B 10: Göppingen-Ost – Süßen (B 466) (vierstreifig, Dringlichkeitsstufe I)
- B 10: Süßen – östlich Geislingen (vierstreifig, Dringlichkeitsstufe II)
- B 10: OU Dornstadt (vierstreifig, laufendes Vorhaben)

Das Dritte Gesetz zur Änderung des Gesetzes über den Ausbau der Bundesfernstraßen vom 21. April 1986 führte zu keiner Wiederaufnahme der A 80 in den Bedarfsplan. Enthalten waren noch folgende Bundesstraßenaus- und -neubauprojekte:
- B 35: OU Bruchsal (zweistreifig, Dringlichkeitsstufe I)
- B 10: Illingen – AS Stuttgart-Zuffenhausen (A 81) (vierstreifig, Bau der 2. Fahrbahn in Dringlichkeitsstufe II)
- B 10: Dreieck mit der B 27 bei Stuttgart-Zuffenhausen – nördlich Stuttgart-Bad Cannstatt (vierstreifig, Dringlichkeitsstufe II)
- B 10: östlich Plochingen (B 10 alt) – Ebersbach – Göppingen-West (vierstreifig, zum Teil laufendes Vorhaben, zum Teil in Dringlichkeitsstufe I)
- B 10: Göppingen-Ost – Süßen (B 466) (vierstreifig, Dringlichkeitsstufe I)
- B 10: Süßen – Gingen an der Fils (vierstreifig, 1. Fahrbahn in Dringlichkeitsstufe I, 2. Fahrbahn in Dringlichkeitsstufe II)
- B 10: Gingen an der Fils – östlich Geislingen (vierstreifig, Dringlichkeitsstufe II)
- B 10: östlich Geislingen – Dornstadt (zweistreifiger Ausbau, Dringlichkeitsstufe II)

Auch der Bedarfsplan des Vierten Gesetzes zur Änderung des Fernstraßenausbaugesetzes vom 15. November 1993 enthielt die Bundesautobahn 80 nicht. Gedacht war noch an folgende Maßnahmen:
- B 35: OU Bruchsal (zweistreifig, laufendes Vorhaben)
- B 35: OU Helmsheim (zweistreifig, Dringlichkeitsstufe I)
- B 10: Illingen – AS Stuttgart-Zuffenhausen (A 81) (vierstreifig, 1. Fahrbahn OU Enzweihingen in Dringlichkeitsstufe I, Bau der 2. Fahrbahn in Dringlichkeitsstufe II)
- B 10: Dreieck mit der B 27 bei Stuttgart-Zuffenhausen – nördlich Stuttgart-Bad Cannstatt (vierstreifig, Dringlichkeitsstufe I)
- B 10: Ebersbach – Göppingen-West (vierstreifig, laufendes Vorhaben)
- B 10: Göppingen-Ost – Süßen (B 466) (vierstreifig, laufendes Vorhaben)
- B 10: Süßen – Gingen an der Fils (vierstreifig, 1. Fahrbahn laufendes Vorhaben, 2. Fahrbahn in Dringlichkeitsstufe II)
- B 10: Gingen an der Fils – östlich Geislingen (vierstreifig, Dringlichkeitsstufe II)
- B 10: OU Urspring (zweistreifiger Ausbau, Dringlichkeitsstufe II)
- B 10: OU Luizhausen (zweistreifiger Ausbau, Dringlichkeitsstufe I)

Der Bedarfsplan des Fünften Gesetzes zur Änderung des Fernstraßenausbaugesetzes vom 4. Oktober 2004 brachte ebenfalls kein Wiederaufgreifen der Planung der Bundesautobahn 80. Folgende Projekte waren nunmehr enthalten:
- B 35: OU Bruchsal, westl. Bauabschnitt bis B 3 (zweistreifig, laufendes Vorhaben)
- B 35: OU Bruchsal, östl. Bauabschnitt (zweistreifig, weiterer Bedarf mit Planungsrecht)
- B 35: OU Helmsheim (zweistreifig, weiterer Bedarf)
- B 35: Bretten-Diedelsheim – OU Gölshausen (B 293 – B 294) (vierstreifiger Ausbau, weiterer Bedarf)
- B 10: Illingen – Schwieberdingen (vierstreifig, 1. Fahrbahn OU Enzweihingen im vordringlichen Bedarf, Bau der 2. Fahrbahn im weiteren Bedarf)
- B 10: Schwieberdingen – AS Stuttgart-Zuffenhausen (2. Fahrbahn, vordringlicher Bedarf)
- B 10: Stuttgart-Zuffenhausen – Stuttgart-Bad Cannstatt (vierstreifig, weiterer Bedarf)
- B 10: Göppingen-Ost – Süßen-West (vierstreifig, laufendes Vorhaben)
- B 10: Süßen-West – Gingen-Ost (vierstreifig, vordringlicher Bedarf)
- B 10: Gingen-Ost – Geislingen-Mitte (zweistreifig, vordringlicher Bedarf)
- B 10: OU Amstetten (zweistreifig, weiterer Bedarf)
- B 10: OU Urspring (zweistreifiger Ausbau, weiterer Bedarf)
- B 10: OU Luizhausen (zweistreifiger Ausbau, vordringlicher Bedarf)

## Liste der Verkehrsfreigaben
In den 1950er Jahren wurde zunächst der Abschnitt der B 10 zwischen der AS Stuttgart-Talstraße und der Hedelfinger Straße in Esslingen am Neckar vierstreifig errichtet (8,4 km).
- 1964: Stadtautobahn Ulm, Westring/Westringtunnel (2 km, vierstreifig, als B 10 gewidmet)
- 1969/70: Esslingen am Neckar – Plochinger Dreieck (9 km, als B 10 gewidmet)
- 1971: Umgehung Göppingen (7,6 km, vierstreifig, als B 10 gewidmet)
- 1971: Germersheim (B 9) – Neudorf (6,7 km, 1. Teilabschnitt, zwei- bis vierstreifig, als B 35 gewidmet)
- 1972: Germersheim – Neudorf (1,5 km, 2. Teilabschnitt, zwei- bis vierstreifig, als B 35 gewidmet)
- 1974: AK Ulm-West – Ulm (4,8 km, 1. Teilabschnitt, vierstreifig, als B 10 gewidmet)
- 1974: Ulm – Hittistetten (7,5 km, 1. Bauabschnitt, vierstreifig, als B 28 gewidmet)
- 1975: Umgehung Esslingen, Anschlussast an Tunnelstrecke (1,5 km, vierstreifig, als B 10 gewidmet)
- 1977: Umbau AS Ulm-West zum Autobahnkreuz (2,3 km, vierstreifig, als B 10 gewidmet)
- 1977: Ulm (B 19) – Hittistetten (A 7) (3,4 km, 2. Bauabschnitt, vierstreifig, als B 28 gewidmet)
- 1977: Verlegung bei Neudorf (5,1 km, zweistreifig, als B 35 gewidmet)
- 1979: Plochingen – Reichenbach-West (2,8 km, vierstreifig, als B 10 gewidmet)
- 1980: kreuzungsfreier Umbau bei Dornstadt (0,5 km, 1. Bauabschnitt, vierstreifig, als B 10 gewidmet)
- 1980: Stuttgart-Nord – Stuttgart-Zuffenhausen (5,2 km, vierstreifig, als B 10/B 27 gewidmet)
- 1982: kreuzungsfreier Umbau bei Dornstadt (2,0 km, 2. Bauabschnitt, vierstreifig, als B 10 gewidmet)
- 1989: AS Reichenbach-West – AS Göppingen-West (2,0 km, 1. Bauabschnitt, vierstreifig, als B 10 gewidmet)
- 1991: AS Reichenbach-West – AS Göppingen-West (5,7 km, 2. Bauabschnitt, vierstreifig, als B 10 gewidmet)
- 1993: AS Reichenbach-West – AS Göppingen-West (4,3 km, 3. Bauabschnitt, vierstreifig, als B 10 gewidmet)
- 2000: OU Karlsdorf (1 km, 1. Bauabschnitt, zweistreifig, als B 35 gewidmet)
- 2001: OU Karlsdorf (1 km, 2. Bauabschnitt, zweistreifig, als B 35 gewidmet)
- 2002: OU Karlsdorf (4,5 km, 3. Bauabschnitt, zweistreifig, als B 35 gewidmet)
- 2006: Pragsatteltunnel, AS Stuttgart-Siemensstraße – AS Stuttgart-Löwentorstraße (720 m, vierstreifig, als B 10 gewidmet)
- 2006: Göppingen-Ost – Süßen-Ost (OU Eislingen); 1. Bauabschnitt (3,1 km, vierstreifig, als B 10 gewidmet)
- 2006: OU Luizhausen (2,6 km, zweistreifig, als B 10 gewidmet)
- 2011: Göppingen-Ost – Süßen-Ost (OU Salach und Süßen; 2. BA) (3,6 km, vierstreifig, als B 10 gewidmet)

## Besonderheiten
- Im Verlauf der B 35 nördlich Graben-Neudorf sind zwei Brückenbauwerke für einen vierspurigen Ausbau bereits ausgelegt.
- Der Abschnitt Ulm–Senden wurde bereits als Autobahn ausgeschildert. Er zählt somit zu den wenigen Strecken in Deutschland, bei denen eine Bundesstraße als Autobahn ausgeschildert ist. Eine Besonderheit ist auch das Autobahndreieck Neu-Ulm, das offiziell als Autobahndreieck beschildert ist, jedoch tatsächlich ein Dreieck zweier Bundesstraßen darstellt. Dies ist einmalig in Deutschland.
- Vor der Einführung der heutigen Autobahnnummerierung trug die in Planung befindliche Autobahn vom Rhein-Main-Gebiet zur belgischen Grenze den Namen A80. Heute sind die beiden realisierten Teilstücke als Autobahn 60 bekannt.